# Amalactus carbonarius
Amalactus carbonarius – gatunek chrząszcza z rodziny ryjkowcowatych.

## Zasięg występowania
Ameryka Południowa, występuje w Argentynie, Boliwii, Brazylii Paragwaju oraz w Urugwaju.

## Budowa ciała
Ciało bardzo silnie wydłużone. Na pokrywach wyraźne, gęste, drobne podłużne punktowanie oraz delikatne podłużne żeberkowanie. Przedplecze lekko wydłużone, z przodu nieco zwężone, gładkie.
Ubarwienie całego ciała czarne, połyskujące.